# Battaglia dello Stretto di Dover (1916)
La battaglia dello Stretto di Dover venne combattuta nella notte tra il 26 e il 27 ottobre 1916 nelle acque dello Stretto di Dover, come parte del teatro del Mare del Nord della prima guerra mondiale.
Una numerosa flottiglia di torpediniere della Kaiserliche Marine tedesca, partita dalle basi poste sulla costa delle Fiandre, mosse all'attacco delle pattuglie della Royal Navy britannica dislocate nello Stretto di Dover e intente a mantenere operativo lo sbarramento che ostacolava le sortire dei sommergibili tedeschi: nel corso di un confuso combattimento notturno i tedeschi colsero di sorpresa le unità britanniche di guardia allo sbarramento e i rinforzi sopraggiunti, infliggendo loro diverse perdite prima di rientrare alla base dopo aver riportato solo danni minimi.

## Antefatti
Nell'ottobre 1916 il Marinekorps Flandern (il comando della Kaiserliche Marine responsabile delle operazioni nella regione costiera delle Fiandre) ricevette in rinforzo due complete flottiglie di torpediniere trasferite dalla Hochseeflotte per disposizione dell'Ammiragliato tedesco; il trasferimento della 3. e della 9. Torpedobootflottille nelle Fiandre ebbe immediate conseguenze sull'equilibrio delle forze navali nella zona dello Stretto di Dover: mentre prima di allora la Torpedobootflottille Flandern tedesca, responsabile delle operazioni di superficie nello stretto, era equipaggiata con solo tre grosse torpediniere d'altura e un gruppo di piccole siluranti costiere dell'obsoleta classe A, con i nuovi rinforzi arrivava ora a disporre di 23 grosse torpediniere più adeguate per affrontare in un combattimento diretto le unità leggere della Dover Patrol britannica. Proprio a causa della carenza di unità d'altura, la Torpedobootflottille Flandern non aveva compiuto sortire nella zona dello stretto per diversi mesi, e come risultato le pattuglie britanniche avevano allentato la guardia ed erano rilassate.
Con le nuove unità a disposizione, il comandante della Torpedobootflottille Flandern, Ludwig von Schroeder, decise di lanciare un'incursione nello Stretto di Dover per attaccare il "Dover Barrage" (lo sbarramento di campi minati e reti anti-sommergibili steso nello stretto dai britannici per impedirvi il transito degli U-Boot tedeschi) come pure ogni unità nemica che si fosse trovata in navigazione nel canale de La Manica. Anche se i britannici avevano provveduto ad annullare il transito delle navi trasporto nel canale durante la notte dopo le prime avvisaglie di un imminente raid dei tedeschi, il Dover Barrage non era preparato a subire un attacco diretto: a fronteggiare le 23 siluranti di Schroeder e proteggere lo sbarramento vi era un unico vecchio cacciatorpediniere, il HMS Flirt, lo yacht armato Ombra e il peschereccio armato H. E. Straud; vi erano poi quattro divisioni di "drifter", piccoli pescherecci incaricati di trainare le reti anti-sommergibili, ma ogni battello disponeva come armamento di un unico cannone. In aggiunta a queste forze vi erano anche sei cacciatorpediniere della classe Tribal, ancorati a Dover e pronti a correre in aiuto in caso di attacco allo sbarramento, mentre altre unità della Harwich Force della Royal Navy erano disperse in lungo e in largo per i The Downs.

## La battaglia
Salpate la notte tra il 26 e il 27 ottobre 1916, le torpediniere tedesche furono suddivise in cinque gruppi, ciascuno dei quali incaricato di attaccare una differente sezione dello sbarramento. Una volta arrivate allo Stretto di Dover, le prime unità tedesche iniziarono a incappare nei cinque drifter della 10th Drifter Division intenti a trainare una rete anti-sommergibili, che furono subito attaccati. Udite le prime cannonate, il cacciatorpediniere Flirt, di scorta ai drifter, si avvicinò a un gruppo di unità non identificate e iniziò a lanciare dei segnali di riconoscimento: le navi tedesche risposero ai britannici con una simile sequenza di segnali, e il comandante del Flirt, confuso, decise che le unità che aveva di fronte erano cacciatorpediniere amici e che i drifter erano stati attaccati da un sommergibile. Una lancia di salvataggio fu anche calata dal Flirt per raccogliere i naufraghi dei pescherecci affondati. Le navi tedesche serrarono quindi le distanze e attaccarono l'unità britannica, prendendone di sorpresa l'equipaggio: sopraffatto dal numero dei nemici, il Flirt tentò di speronare una delle unità tedesche ma fu infine affondato al termine di una breve battaglia da una combinazione di siluri e colpi di cannone. Dopo aver finito il Flirt, le siluranti tedesche continuarono a dare la caccia ai drifter, affondandone due appartenenti alla 8th e 16th Drifter Division; in totale sei drifter furono affondati e tre danneggiati, come pure il peschereccio armato H. E. Straud, prima che i tedeschi interrompessero l'azione e si ritirassero

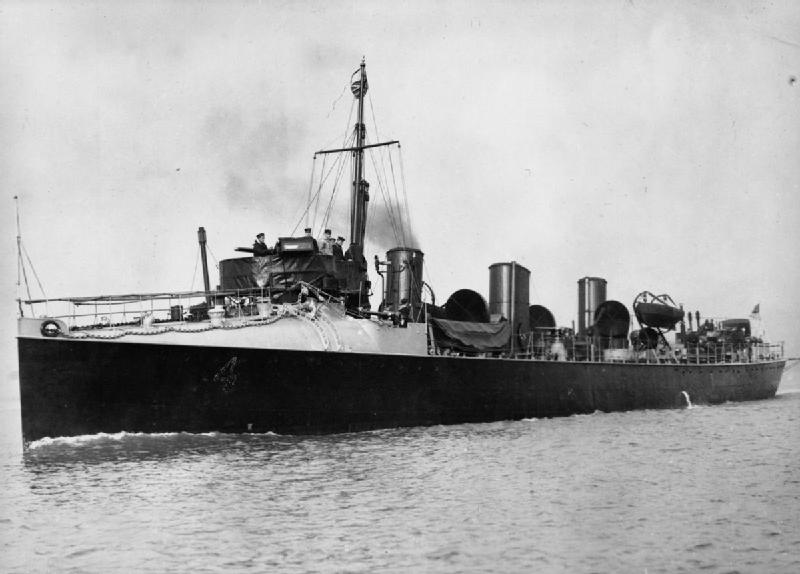
Il cacciatorpediniere HMS Flirt

Ricevuta notizia dello scontro, il comandante della Dover Patrol ammiraglio Reginald Bacon fece subito salpare i sei cacciatorpediniere classe Tribal (HMS Amazon, Mohawk, Viking, Tartar, Cossack e Nubian) per ingaggiare i tedeschi; a causa di un fraintendimento dei suoi ordini, l'ufficiale alla guida della formazione, il comandante Henry Oliphant imbarcato sul Viking, schierò le sue navi in due gruppi dispersi, uno con il Viking, il Mohawk e il Tartar e l'altro con il Nubian, lo Amazon e il Cossack. Navigando a tutto vapore e distanziando ben presto il resto della sua formazione, il Nubian fu il primo ad arrivare sul luogo dell'affondamento del Flirt; nel frattempo, un'altra mezza flottiglia di torpediniere tedesche aveva intercettato la nave trasporto truppe britannica Queen al largo di Goodwin Sands mentre rientrava vuota dalla Francia: abbordata dai tedeschi, la nave fu evacuata dall'equipaggio e quindi affondata.
Poco dopo il Nubian entrò in contatto con le navi tedesche, e commise lo stesso errore del Flirt scambiandole per unità alleate. Colto di sorpresa dalle cannonate che provenivano dalle navi tedesche, il Nubian tentò di speronare l'ultima unità della linea nemica ma fu raggiunto da un siluro che distrusse la prua del cacciatorpediniere, riducendolo a un relitto galleggiante. L'Amazon e il Cossack arrivarono poco dopo in aiuto del Nubian, e ingaggiarono le unità nemiche: i tedeschi misero a segno diversi colpi d'artiglieria sull'Amazon, mettendo fuori uso due delle sue caldaie prima che l'unità riuscisse a ritirarsi. Anche la sezione capitanata dal Viking arrivò a ingaggiare le navi tedesche: una flottiglia di torpediniere della Kaiserliche Marine stava rientrando verso Zeebrugge quando si ritrovò in mezzo alle navi del gruppo di Oliphant, ingaggiandole mentre sfilavano via; anche se il Viking non riportò danni, il Mohawk incassò diversi colpi di cannone prima che le unità tedesche riuscissero a sganciarsi e raggiungere la sicurezza della costa delle Fiandre. Verso la fine dello scontro l'ammiraglio Bacon inviò le unità della Dunkirk Division a intercettare le navi nemiche prima che riuscissero a raggiungere la sicurezza dei porti delle Fiandre, ma i tedeschi furono abili nel ritirarsi dal luogo degli scontri prima che i rinforzi britannici potessero arrivare.

## Conseguenze
I britannici fallirono nel contrastare l'incursione dei tedeschi contro i drifter dello sbarramento, e subirono molte perdite: 45 uomini furono uccisi, quattro feriti e 10 presi prigionieri; sei drifter furono affondati unitamente al cacciatorpediniere Flirt e alla nave da trasporto Queen, mentre tre cacciatorpediniere, tre drifter e un peschereccio armato furono danneggiati; il Nubian, gravemente danneggiato, fu portato a incagliarsi sulle coste di Dover per impedirne l'affondamento, ma fu in seguito smantellato. Di contro, i tedeschi riportarono solo alcuni danni alla torpediniera G91, senza lamentare caduti o feriti tra gli equipaggi. Il successo dell'incursione spinse i tedeschi a progettare nuovi raid nel canale de La Manica, e gli attacchi proseguirono fino al novembre 1916 quando le torpediniere furono riassegnate alla Hochseeflotte.